# Liste der Nummer-eins-Country-Alben in den USA (1969)
Dies ist eine Liste der Nummer-eins-Alben in den von Billboard ermittelten Verkaufscharts für Country-Alben in den USA im Jahr 1969. In diesem Jahr gab es sechs Nummer-eins-Alben.

| ← 1968 ← | Liste der Nummer-eins-Country-Alben in den USA | Liste der Nummer-eins-Country-Alben in den USA | Liste der Nummer-eins-Country-Alben in den USA | 1970 →                    |
| \| Zeitraum \| Wo. ges. \| Interpret \| Titel \| Zusätzliche Informationen \| \| (Zeitraum, Wochen auf Platz eins, Interpret, Titel, zusätzliche Informationen) \| \| \| \| \| \| ------------------------------------------------------------------------------ \| -------- \| ------------------ \| ------------------------------- \| ------------------------- \| \| 28. Dezember 1968 – 18. April 1969 16 Wochen (insgesamt 20) \| 20 \| Glen Campbell \| Wichita Lineman[1] \| - \| \| 19. April 1969 – 4. Juli 1969 11 Wochen (insgesamt 11) \| 11 \| Glen Campbell \| Galveston[2] \| - \| \| 5. Juli 1969 – 18. Juli 1969 2 Wochen (insgesamt 2) \| 2 \| Hank Williams, Jr. \| Songs My Father Left Me[3] \| - \| \| 19. Juli 1969 – 1. August 1969 2 Wochen (insgesamt 2) \| 2 \| Merle Haggard \| Same Train, a Different Time[4] \| - \| \| 2. August 1969 – 19. Dezember 1969 20 Wochen (insgesamt 20) \| 20 \| Johnny Cash \| At San Quentin[5] \| - \| \| 20. Dezember 1969 – 26. Dezember 1969 1 Woche (insgesamt 1) \| 1 \| Charley Pride \| The Best of Charley Pride[6] \| - \| |                                                |                                                |                                                |                           |
| ← 1968 |                                                |                                                |                                                | → 1970 →                  |
| Zeitraum | Wo. ges.                                       | Interpret                                      | Titel                                          | Zusätzliche Informationen |
| (Zeitraum, Wochen auf Platz eins, Interpret, Titel, zusätzliche Informationen) |                                                |                                                |                                                |                           |
| 28. Dezember 1968 – 18. April 1969 16 Wochen (insgesamt 20) | 20                                             | Glen Campbell                                  | Wichita Lineman                                | -                         |
| 19. April 1969 – 4. Juli 1969 11 Wochen (insgesamt 11) | 11                                             | Glen Campbell                                  | Galveston                                      | -                         |
| 5. Juli 1969 – 18. Juli 1969 2 Wochen (insgesamt 2) | 2                                              | Hank Williams, Jr.                             | Songs My Father Left Me                        | -                         |
| 19. Juli 1969 – 1. August 1969 2 Wochen (insgesamt 2) | 2                                              | Merle Haggard                                  | Same Train, a Different Time                   | -                         |
| 2. August 1969 – 19. Dezember 1969 20 Wochen (insgesamt 20) | 20                                             | Johnny Cash                                    | At San Quentin                                 | -                         |
| 20. Dezember 1969 – 26. Dezember 1969 1 Woche (insgesamt 1) | 1                                              | Charley Pride                                  | The Best of Charley Pride                      | -                         |